# 1246

## Починали
- Коломан I Асен, български цар
- 30 септември – Ярослав II, велик княз на Владимирско-Суздалското княжество